# Tunisie aux Jeux olympiques d'été de 1960
La Tunisie a participé aux Jeux olympiques d'été de 1960 à Rome (Italie). C'est sa première participation aux Jeux olympiques.

## Participants
| Nom                       | Sexe | Lieu de naissance | Date de naissance | Taille (cm) | Poids (kg) | Sport      | Épreuve(s)                                                               |
| Ali Annabi (en)           | M    | Berlin            | 6 novembre 1939   | 184         | 70         | Escrime    | Épée individuel hommes Sabre individuel hommes                           |
| Béchir Azouz              | M    | Tunis             | 1939              | 160         | 63         | Boxe       | Super-léger (moins de 64 kg)                                             |
| Habib Azzabi              | M    | Tunis             | 6 août 1937       | 168         | 64         | Pentathlon |                                                                          |
| Khalifa Bahrouni (en)     | M    | Kairouan          | 1er octobre 1936  | 176         | 71         | Athlétisme | 20 km marche hommes                                                      |
| Raoul Barouch             | M    | Tunis             | 12 mai 1916       | 177         | 74         | Escrime    | Fleuret individuel hommes Épée individuel hommes Sabre individuel hommes |
| Tahar Ben Hassen          | M    | Tunis             | 14 juillet 1941   | 165         | 54         | Boxe       | Coq (moins de 54 kg)                                                     |
| Ali Ben Ali (en)          | M    | Tunis             | 23 juillet 1933   | 172         | 65         | Cyclisme   | 100 km contre-la-montre Route individuel                                 |
| Mohamed Ben Gandoubi (en) | M    | Tunis             | 6 mai 1935        | 170         | 71         | Boxe       | Moyen (moins de 75 kg)                                                   |
| Taoufik Ben Othman        | M    | Tunis             | 24 mars 1939      | 168         | 65         | Football   |                                                                          |
| Nourredine Beniahmed      | M    | Tunis             | 27 juillet 1937   | 162         | 60         | Football   |                                                                          |
| Sylvain Bitan             | M    | Tunis             | 16 octobre 1941   | 177         | 66         | Athlétisme | Saut en hauteur hommes                                                   |
| Lakdar Bouzid (en)        | M    | Gafsa             | 4 janvier 1936    | 178         | 75         | Pentathlon |                                                                          |
| Norbert Brami             | M    | Tunis             | 12 février 1937   | 175         | 78         | Escrime    | Fleuret individuel hommes Épée individuel hommes                         |
| Mustapha Chellouf (en)    | M    | Sfax              | 21 mars 1935      | 165         | 61         | Tir        | 50 mètres rifle couché (60 coups)                                        |
| Moncef Chérif             | M    | Gabès             | 8 novembre 1940   | 165         | 65         | Football   |                                                                          |
| Abdelmajid Chetali        | M    | Sousse            | 4 juillet 1939    | 177         | 67         | Football   |                                                                          |
| Habib Dallagi (en)        | M    | Sousse            | 15 janvier 1941   | 167         | 65         | Tir        | 50 mètres rifle couché (60 coups)                                        |
| Abdeslem Dargouth (en)    | M    | Salammbô          | 4 novembre 1935   | 171         | 62         | Athlétisme | 800 mètres hommes                                                        |
| Noureddine Dziri (en)     | M    | Tunis             | 19 décembre 1938  | 157         | 60         | Boxe       | Léger (moins de 60 kg)                                                   |
| Mohamed El Kemissi (en)   | M    | Bousalem          | 2 mars 1931       | 160         | 60         | Cyclisme   | 100 km contre-la-montre Route individuel                                 |
| Ahmed Ennachi (en)        | M    | La Marsa          | 7 novembre 1935   | 171         | 71         | Pentathlon |                                                                          |
| Mohamed Gouider (en)      | M    | La Goulette       | 3 octobre 1940    | 176         | 64         | Athlétisme | 1500 mètres hommes                                                       |
| Brahim Karabi (en)        | M    | Carthage          | 5 septembre 1933  | 176         | 69         | Athlétisme | 400 mètres hommes                                                        |
| Brahim Kerrit             | M    | Le Kef            | 2 octobre 1940    | 165         | 58         | Football   |                                                                          |
| Jean Khayat (en)          | M    | Tunis             | 3 mai 1942        | 178         | 76         | Escrime    | Fleuret individuel hommes Sabre individuel hommes                        |
| Ahmed Labidi              | M    | Gammouda          | 4 mai 1922        | 172         | 60         | Athlétisme | Marathon hommes                                                          |
| Lazhar Ben Mohamed        | M    | Douadiria         | 1937              | 175         | 70         | Athlétisme | 50 km marche hommes                                                      |
| Khalled Loualid (en)      | M    | Ouled Frej        | 3 mars 1941       | 172         | 68         | Football   |                                                                          |
| Béchir Mardassi (en)      | M    | Tunis             | 18 décembre 1929  | 170         | 68         | Cyclisme   | 100 km contre-la-montre Route individuel                                 |
| Mohamed Meddeb (en)       | M    | Tunis             | 22 octobre 1940   | 170         | 60         | Football   |                                                                          |
| Abdelmajid Néji (en)      | M    | Tunis             | 14 octobre 1936   | 162         | 60         | Football   |                                                                          |
| Sadok Omrane              | M    | Tunis             | 15 octobre 1937   | 160         | 67         | Boxe       | Welter (moins de 67 kg)                                                  |
| Ridha Rouatbi             | M    | Kalâa Sghira      | 7 février 1938    | 166         | 66         | Football   |                                                                          |
| Ahmed Sghaïer             | M    | Tunis             | 2 janvier 1937    | 170         | 67         | Football   |                                                                          |
| Larbi Touati              | M    | Tunis             | 12 octobre 1936   | 165         | 62         | Football   |                                                                          |
| Mohamed Touati (en))      | M    | Tunis             | 17 janvier 1931   | 168         | 65         | Cyclisme   | 100 km contre-la-montre Route individuel                                 |
| Mongi Soussi Zarrouki     | M    | Sbeïtla           | 24 février 1936   | 172         | 66         | Athlétisme | 400 mètres haies hommes                                                  |
| Mohamed Zguir (en)        | M    | Tunis             | 4 février 1936    | 175         | 70         | Football   |                                                                          |
| Naoui Zlassi (en)         | M    | Ariana            | 15 novembre 1930  | 176         | 71         | Athlétisme | 20 km marche hommes                                                      |

## Résultats par épreuve

### Athlétisme
400 mètres hommes
- Brahim Karabi (en)
  - Premier tour : 52 s (non qualifié pour les quarts de finale)

400 mètres haies hommes
- Mongi Soussi Zarrouki
  - Premier tour : 54 s 3 (non qualifié pour les demi-finales)

800 mètres hommes
- Abdeslem Dargouth (en)
  - Premier tour : 1 min 54 s 7 (non qualifié pour les quarts de finale)

1 500 mètres hommes
- Mohamed Gouider (en)
  - Premier tour : 3 min 58 s 4 (non qualifié pour la finale)

20 km marche hommes
- Khalifa Bahrouni (en) : 27e en 1 h 47 min 9 s 6
- Naoui Zlassi (en) : 28e en 1 h 55 min 21 s

50 km marche hommes
- Lazhar Ben Mohamed : 26e en 5 h 7 min 57 s 4

Marathon hommes
- Ahmed Labidi : 49e en 2 h 35 min 43 s 2

Saut en hauteur hommes
- Sylvain Bitan (non qualifié pour la finale)

### Boxe
Coq (moins de 54 kg)
- Tahar Ben Hassen
  - Premier tour : perdu contre Nicolae Puiu (en) ( Roumanie)

Léger (moins de 60 kg)
- Noureddine Dziri (en)
  - Premier tour : perdu contre Harry Lempio (en) ( Allemagne)

Super léger (moins de 64 kg)
- Béchir Azouz
  - Premier tour : perdu contre György Pál (en) ( Hongrie)

Welter (moins de 67 kg)
- Sadok Omrane
  - Premier tour : vainqueur de Tomislav Kelava (en) ( Yougoslavie)
  - Huitièmes de finale : perdu contre Chichman Mitsev ( Bulgarie)

Moyen (moins de 75 kg)
- Mohamed Ben Gandoubi (en)
  - Premier tour : perdu contre Eamonn McKeon (en) ( Irlande)

### Cyclisme
100 km contre-la-montre
- Équipe de Tunisie (Ali Ben Ali (en), Mohamed El Kemissi (en), Béchir Mardassi (en) et Mohamed Touati (en)) : 27e en 2 h 36 min 5 s 54

Route individuel
- Ali Ben Ali : non classé
- Mohamed El Kemissi : non classé
- Béchir Mardassi : non classé
- Mohamed Touati : 74e en 4 h 35 min 56 s

### Escrime
Fleuret individuel hommes
- Raoul Barouch
  - 7e de la poule 6 (non qualifié pour les huitièmes de finale)
- Norbert Brami
  - 5e de la poule 9 (non qualifié pour les huitièmes de finale)
- Jean Khayat (en)
  - 7e de la poule 5 (non qualifié pour les huitièmes de finale)

Épée individuel hommes
- Ali Annabi (en)
  - 4e de la poule 7 (non qualifié pour les huitièmes de finale)
- Raoul Barouch
  - 5e de la poule 1 (non qualifié pour les huitièmes de finale)
- Norbert Brami
  - 5e de la poule 10 (non qualifié pour les huitièmes de finale)

Sabre individuel hommes
- Ali Annabi
  - 6e de la poule 7 (non qualifié pour les huitièmes de finale)
- Raoul Barouch
  - 5e de la poule 8 (non qualifié pour les huitièmes de finale)
- Jean Khayat
  - 6e de la poule 1 (non qualifié pour les huitièmes de finale)

### Football
- Tunisie : 4e du groupe 3 (non qualifiée pour les demi-finales)

### Pentathlon moderne
Individuel
- Lakdar Bouzid (en) : 56e avec 2 356 points
- Habib Azzabi : 57e avec 1 678 points
- Ahmed Ennachi (en) : 58e avec 1 185 points

Équipe
- Tunisie : 17e avec 5 126 points

### Tir
50 m rifle couché (60 coups)
- Mustapha Chellouf (en) : 350 points (non qualifié pour la finale)
- Habib Dallagi (en) : 353 points (non qualifié pour la finale)

## Sources
- (en) [PDF] Organizing Committee of the Games of the XVII Olympiad, The Official Report of the Organizing Committee, vol. I, 1960, pp. 882-884 (liste des athlètes)
- (en) [PDF] Organizing Committee of the Games of the XVII Olympiad, The Official Report of the Organizing Committee, vol. II, 1960 (résultats par épreuve)